# Slovenska ženska zveza
Slovenska ženska zveza je slovenska zavarovalna družba v ZDA s sedežem v Jolietu (Illinois).
Ustavovljena je bila na pobudo Merie Prisland leta 1926 v Chicagu kot zavarovalna družba slovenskih žensk in deklet v ZDA, deluje pa tudi na izobraževalnem, kulturnem, narodnoobrambnem, dobrodelnem in izdajateljskem področju. Združuje članice v krajevnih društvih na ozemlju ZDA. Njen najvišji organ je glavni odbor z odsekom za prosveto in publikacije ter svetovalnim odborom. Uradno glasilo je bil prvi dve leti po ustanovitvi Amerikanski Slovenec, 1929 pa so začeli izdajati lastno glasilo Zarja. Ob ustanovitvi je Slovenska ženska zveza združevala dve krajevni društvi s 72 članicami, leta 1964 96 društev z okoli 12.000 članicami, 1997 pa 65 društev 6.000 članicami.